# Келеповський Аркадій Іполитович
Келеповський Аркадій Іполитович (*1870 -†1925 роки, Нові-Сад) — державний діяч Російської імперії, один із лідерів Білої еміграції на Воєводині. .

## Біографія
Закінчив Ліцей в пам'ять цесаревича Миколи (1887 рік) . Брат Сергія Іполитовича Келеповського, члена Державної думи.
Був чиновником для особливих доручень при Великому князеві Сергійові Олександровичу. У 1906-1909 роках — Володимирський, в 1909-1912 роках — Ліфляндський віце-губернатор, в 1912-1914 роках був Люблінським, в 1914-1916 роках — Ліфляндським, в 1916 році — Псковським і в 1916-1917 роках — Харківським губернатором.
З 1921 року в еміграції в Королівстві сербів, хорватів і словенців, в Нові-Саді, де був головою російської колонії. Помер в Нові-Саді в 1925 році.